# Dijon Hockey Club
Le Dijon Hockey Club ou CPHD (Club des patineurs et hockeyeurs Dijonnais) est un club français de hockey sur glace dont l'équipe première portait le surnom des Ducs de Dijon. Le club était une association loi de 1901 présidée par Olivier Ritz.
Dijon a une certaine tradition de hockey sur glace puisqu'il a évolué pendant 15 ans en élite entre 2002 et 2017. Durant cette période, les Bourguignons ont remporté deux fois la Coupe de France. Il a dû cesser ses activités en 2018 en raison d'un surendettement.

## Historique

### 1969 - 1983
Le club est fondé en 1969 et fait partie de la génération des clubs créés après les Jeux olympiques de Grenoble.
Le club débute en championnat de France 2e série en 1971-1972 puis en Nationale B, où le club se place rapidement dans les équipes de tête (entre le 15e et 20e rang national).
En 1982-1983, Dijon se qualifie pour une poule promotion en nationale A mais échoue à monter.

### 1983 - 1989
Les Ducs n'auront pas de deuxième chance et reculent dans la hiérarchie (20e à 30e rang national). Le saison 1986-1987 voit la séparation du niveau élite en 2 niveaux distincts. Dijon reste en Nationale 2, mais qui devient alors le 3e niveau national.
Dès l'année suivante, en 1987-1988, les Dijonnais remporte le championnat Nationale 2 et montent en Nationale 1B.
Les bourguignons se maintiennent sportivement mais le club dépose le bilan et re-descente en Division 3

### 1990 - 2002
Le club rebondi rapidement, et grâce à l'ex-entraîneur tourangeau Richard Jamieson, les dijonnais finissent la saison 1989-1990 vice-champions de division 3 et sont promus. Le CHPD reste en Nationale 2 pendant toutes les années 1990.
La saison 1999-2000, les dijonnais sont champions de Division 2. Bien que promus, ils se qualifient pour la poule finale dès leur première saison en Division 1 puis terminent vice-champion de cette division en 2001-2002.

### 2002 - 2018
L'élite à 8 laisse place à un Super16 pour la saison 2002-2003. En tant que 9e équipe nationale, Dijon intègre donc cette élite élargie.

#### Vainqueur de la Coupe de France (2006)
En 2005-2006, Dijon réalise sa meilleure saison de son histoire, 5e en saison régulière, 4e en séries éliminatoires, les Ducs remportent également leur premier trophée national en remportant la Coupe de France.
Cette coupe leur sourit en 2008-2009 où ils atteignent à nouveau la finale de cette compétition.

#### Vainqueur de la Coupe de France (2012)
Le 29 janvier 2012, ils remportent la finale de la Coupe de France 2011-2012 en battant les Dragons de Rouen sur le score de 7 à 6.
A l'été 2017 le club subit de nombreux problèmes financiers et descend en Division 2. A quelques jours du premier match officiel la structure professionnelle est liquidé et l'équipe ne prend pas part à la compétition. En 2018 l'association n'arrive pas à suivre et se retrouve à son tour en liquidation judiciaire. Une nouvelle structure est créée pour succéder au CPHD c'est le HC Dijon.

### Les logos

Ancien logo des Ducs
Logo utilisé de 2007 à 2009
Logo utilisé de 2009 à 2010
Logo utilisé de 2010 à 2015
Logo utilisé pour la saison 2015-2016
Logo actuel

## Palmarès

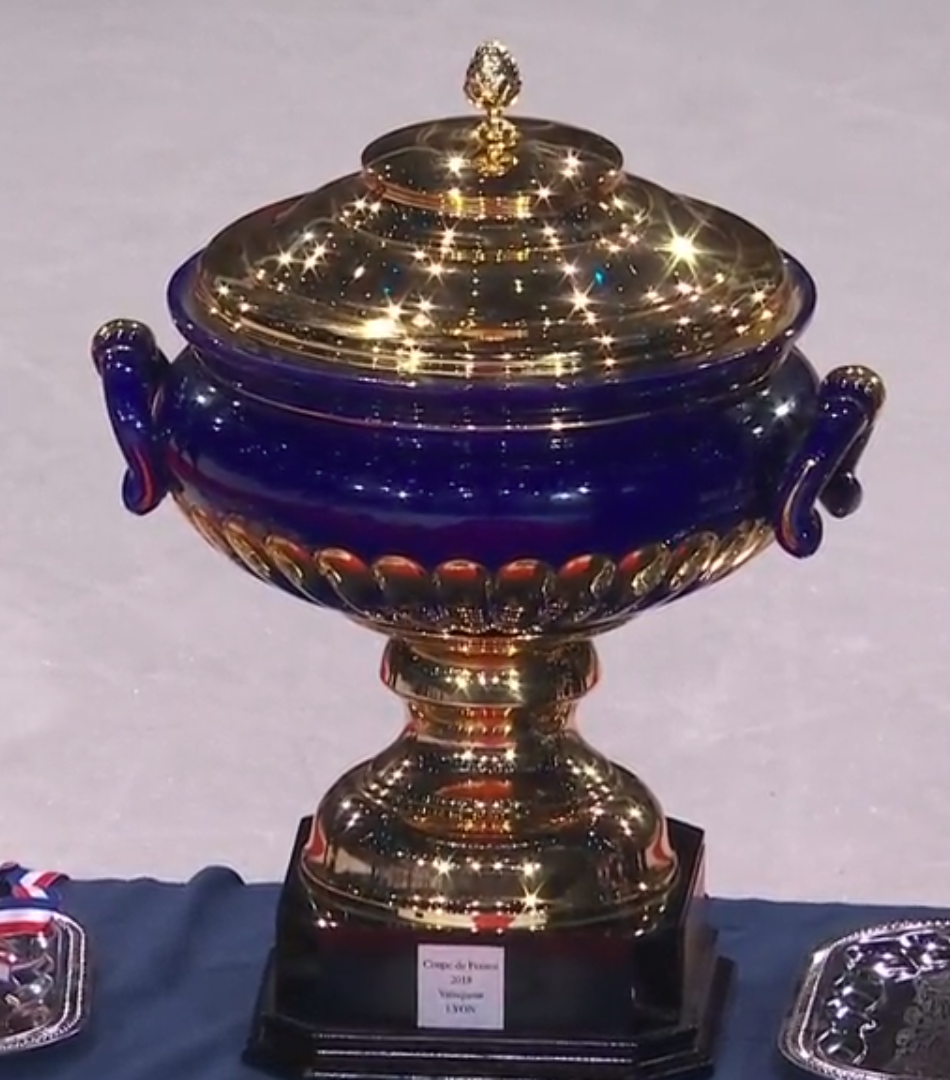
Dijon remporte deux fois la Coupe de France en 2006 et 2012.

- Championnat de France Division 2 : 1988, 2000
- Coupe de France : 2006, 2012

| Date de la finale | Vainqueur     | Score     | Finaliste                  | Lieu de la finale                       |
| ----------------- | ------------- | --------- | -------------------------- | --------------------------------------- |
| 28 février 2006   | Ducs de Dijon | 3 - 2 (P) | Diables rouges de Briançon | Patinoire de Méribel, Les Allues        |
| 29 janvier 2012   | Ducs de Dijon | 7 - 6 (P) | Dragons de Rouen           | Palais omnisports de Paris-Bercy, Paris |

## Prix et récompenses du Championnat de France de hockey
- Trophée Marcel-Claret :
  - Vainqueur (2) : 2003 et 2013
- Trophée Charles-Ramsay :
  - Vainqueur (1) : 2012 (Martin Gascon)
- Trophée Albert-Hassler :
  - Vainqueur (2) : 2012 (Anthony Guttig) et 2014 (Nicolas Ritz)
- Trophée Jean-Pierre-Graff :
  - Vainqueur (2) : 2009 (Anthony Guttig) et 2013 (Nicolas Ritz)
- Trophée Camil-Gélinas :
  - Vainqueur (2) : 2006 (Daniel Maric) et 2014 (Jarmo Tolvanen)

## Joueurs
Voici le dernier effectif du Dijon Hockey Club en Ligue Magnus.
| No    | Nom                    | Nat. | Position  | Arrivée                                      |
| ----- | ---------------------- | ---- | --------- | -------------------------------------------- |
| +031, | Pierre Pawelek         |      | Gardien   | Formé au club                                |
| +035, | Henri-Corentin Buysse  |      | Gardien   | 2016 - Chamois de Chamonix                   |
| +002, | Riku Silvennoinen      |      | Défenseur | 2016 - Chamois de Chamonix                   |
| +003, | Matt Maher             |      | Défenseur | 2016 - Rapaces de Gap                        |
| +005, | Maxime Ritz            |      | Défenseur | Formé au club                                |
| +006, | Marek Kolba            |      | Défenseur | 2015 - MHC Martin                            |
| +007, | Vincent Melin          |      | Défenseur | 2015 - Jets de Viry-Châtillon U18            |
| +016, | Benoît Quessandier – C |      | D/AD      | 2011 - Gamyo Épinal                          |
| +020, | Arnaud Lazzaroni       |      | Défenseur | 2015 - Scorpions de Mulhouse                 |
| +046, | Aleksander Rindal      |      | Défenseur | 2016 - Lillehammer IK                        |
| +010, | Aloïs Franzino         |      | Attaquant | 2014 - HC 74 U22                             |
| +013, | Anthony Goncalves      |      | Attaquant | 2016 - Étoile noire de Strasbourg            |
| +014, | Mathias Månsson        |      | AG/C      | 2016 - IF Sundsvall Hockey                   |
| +017, | Spencer Edwards        |      | AD        | 2016 - Dinos de Calgary                      |
| +019, | César Joffre           |      | Attaquant | 2016 - Scorpions de Mulhouse                 |
| +021, | Flavien Fondadouze     |      | Attaquant | 2014 - Étoile noire de Strasbourg U18        |
| +024, | Johan Andersson        |      | C         | 2016 - Rungsted Ishockey                     |
| +026, | Patrick White          |      | C         | 2016 - Lillehammer IK                        |
| +027, | Mike Fallon            |      | C         | 2016 - River Hawks d'UMass-Lowell            |
| +040, | Taylor Stefishen       |      | AG        | 2016 - SSI Vipiteno Broncos                  |
| +064, | Fabien Metais          |      | AG/AD     | 2015 - Lions de Lyon                         |
| +074, | Julien Laplace         |      | C         | 2016 - Pingouins de Morzine-Avoriaz-Les Gets |
| +091, | Jimmy Jensen           |      | AG        | 2016 - Ducs d'Angers                         |
| +095, | Robin Lamboley         |      | C/AG      | 2016 - Brûleurs de loups de Grenoble         |

### Anciens joueurs

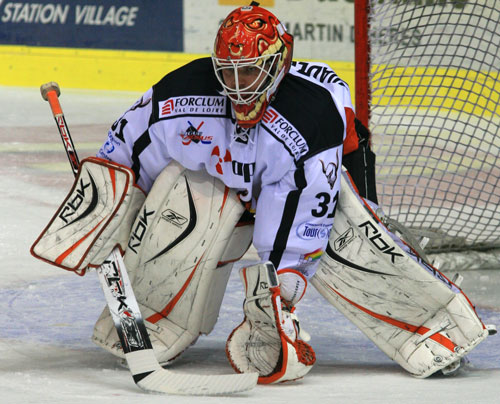
Vladimír Hiadlovský
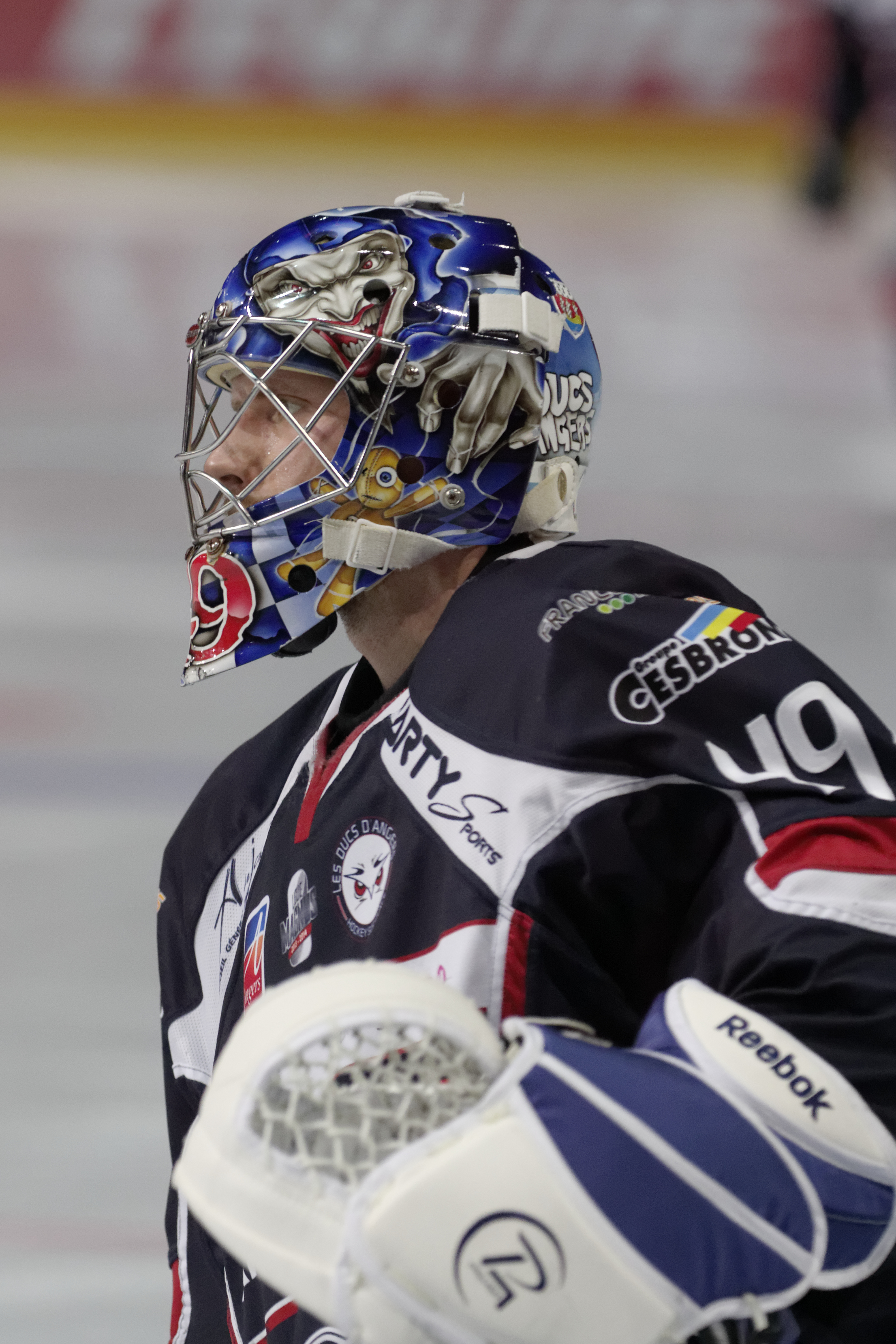
Florian Hardy
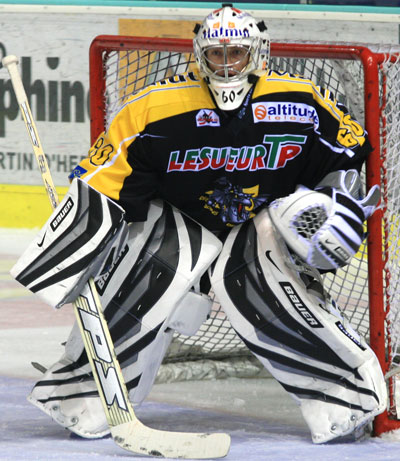
Ramón Sopko
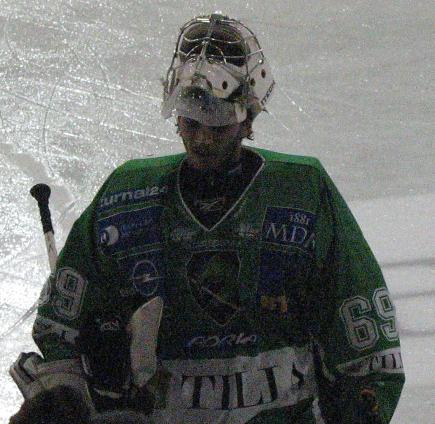
Matija Pintarič
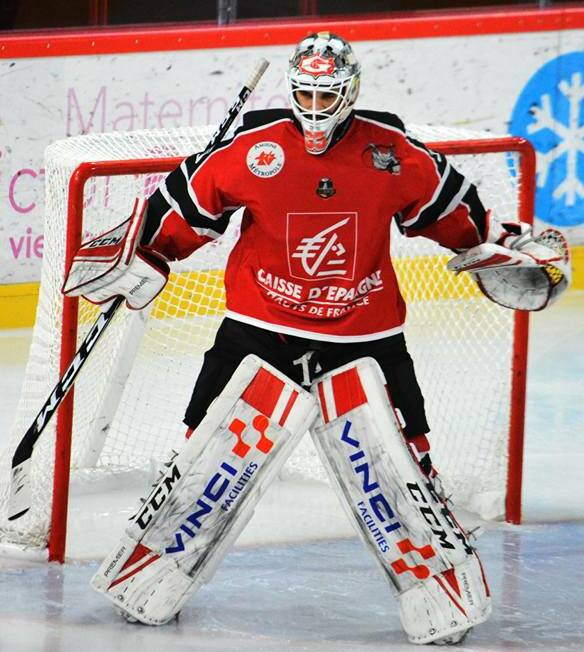
Henri-Corentin Buysse